# Förhör

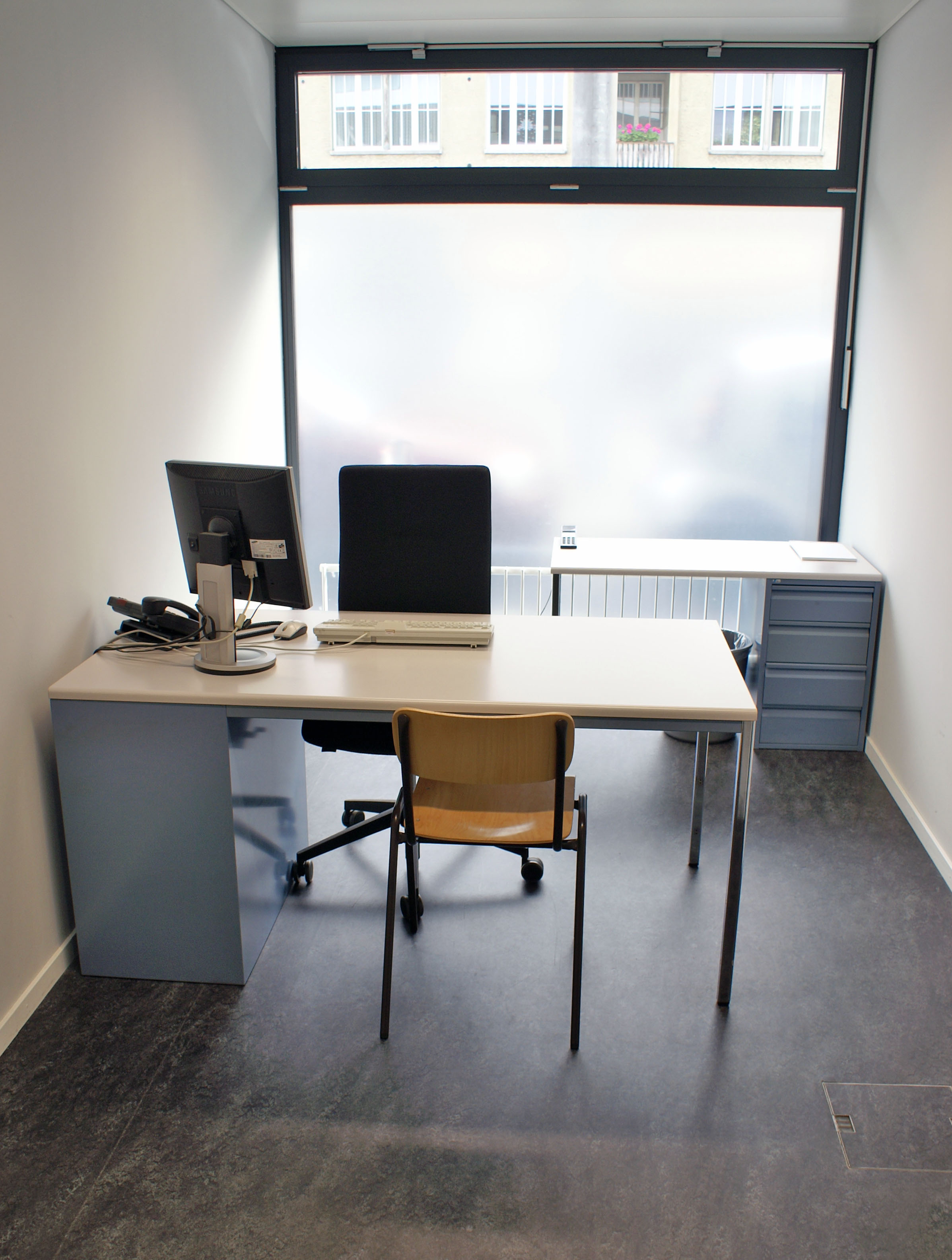
En lokal för polisförhör i Schweiz.

Ett förhör är en typ av intervju som kan utföras av civila eller militära myndigheter i syfte att erhålla information.

## Civila förhör

### Polisförhör
Polisförhör sker vid polismyndigheten med person, innan rannsakning vid domstol företas (polisförhör). I Sverige erhåller poliser viss förhörsutbildning under sin utbildning vid Polishögskolan. Förhör får också under en förundersökning hållas med "envar", dvs. vem som helst, som antas kunna lämna upplysning av betydelse för utredningen.

#### 24:8-förhör
I Sverige är ett 24:8-förhör, efter rättegångsbalkens 24 kapitel 8 paragraf, hålls med en misstänkt efter det att denne gripits. Vid förhöret skall den misstänkte delges misstanken. Han har redan i detta skede av förundersökningen rätt till försvarare och detta skall han informeras om.
Syftet med förhöret är att höra den misstänktes inställning till brottet. Förhöret är en viktig del i åklagarens bedömning om den misstänkte ska anhållas eller försättas på fri fot.

### Konkursförhör
Konkursförhör kallas det sammanträde inför svensk rätt eller dennes ordförande, vid vilket konkursgäldenären beedigar uppgiften å boets tillgångar och skulder och där gode män utses.

### KU-förhör
I Sverige granskar Konstitutionsutskottet statsrådens tjänsteutövning. Om ett statsråd anmäls till KU kan utskottet välja att kalla till ett offentligt förhör.

## Militära förhör
Militära förhör utföres oftast i samband med att ett militärt förband tagit krigsfångar. Förhören utföres normalt av speciellt utbildad personal, men ett första förhör kan ofta hållas med krigsfången omedelbart efter tillfångatagandet. I Sverige utbildas militära förhörsledare vid Tolkskolan.